# Satu Nou (gmina Glodeanu-Siliștea)
Satu Nou – wieś w Rumunii, w okręgu Buzău, w gminie Glodeanu-Siliștea. W 2011 roku liczyła 230 mieszkańców.